# Natalia Obrenović

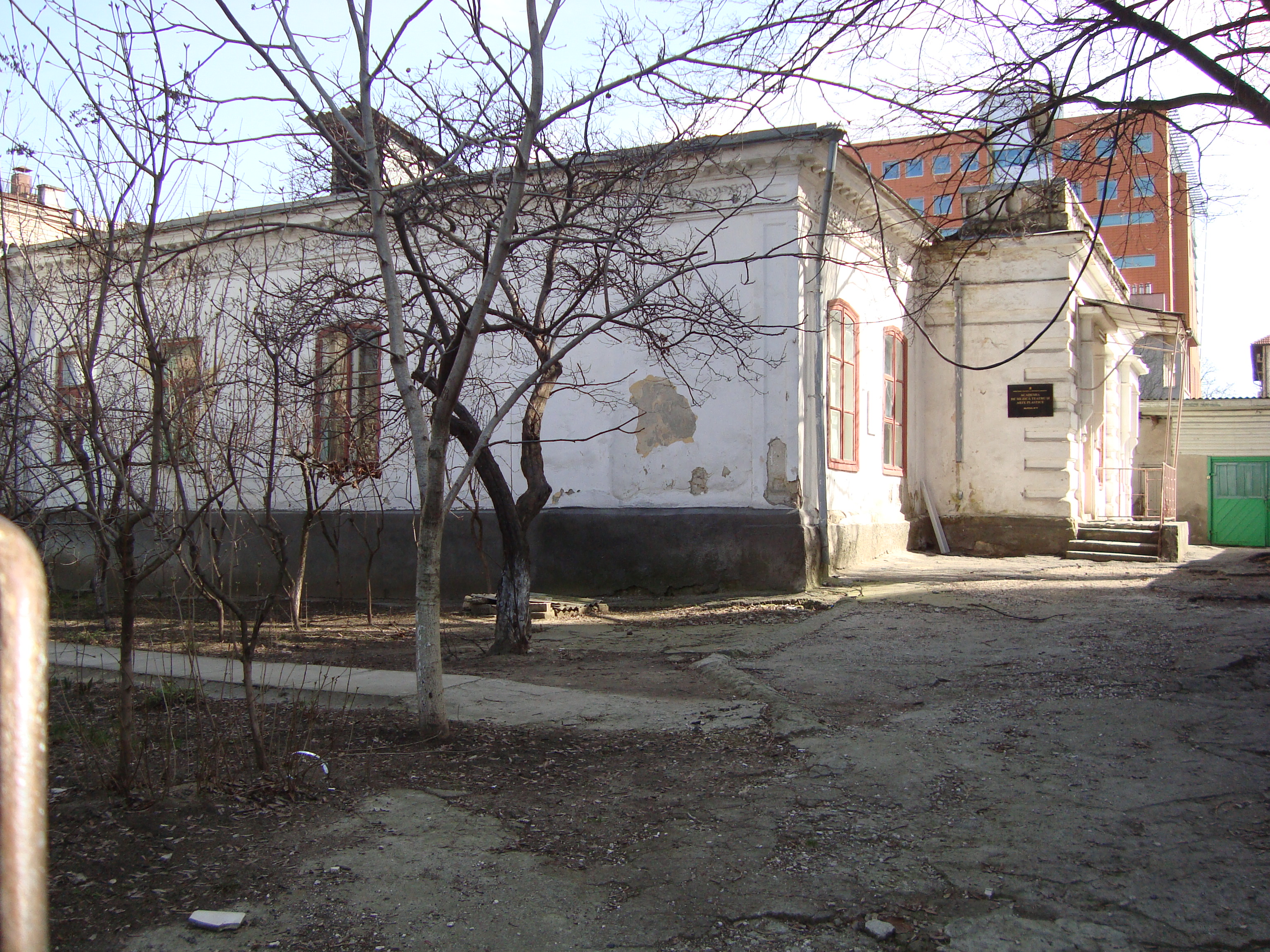
Casa en la que vivió Natalija, que perteneció a su familia de origen (localidad de Chişinău).

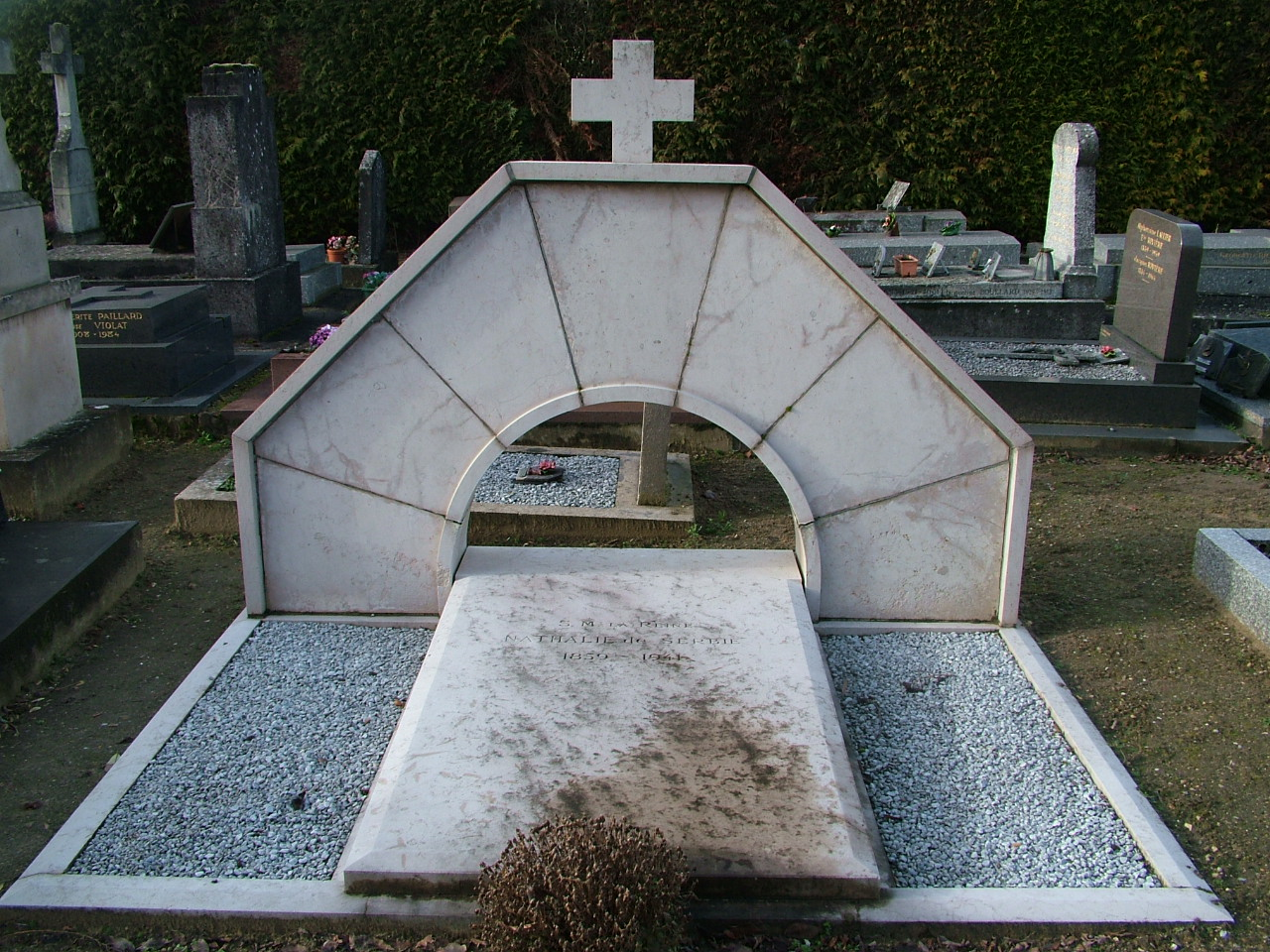
Su tumba en el cementerio antiguo de Lardy.

Natalia Obrenović (en serbio: Наталија Обреновић, Natalija Obrenović; cuyo apellido de soltera era Cheșco; Florencia, 15 de mayo de 1859 - Saint-Denis, 8 de mayo de 1941) fue la esposa y consorte del príncipe Milan IV, y reina consorte de Serbia después de que su marido elevase el rango de su país de principado a reino.

## Juventud y matrimonio
Natalija (o Natalia) Keşco nació en 1859 en Florencia, antigua capital del Gran Ducado de Toscana y que poco después fue incorporada a las Provincias Unidas del Centro de Italia. Su padre, Piotrj Ivanovich Keşco (nacido Petre Keşco), era un coronel ruso (de origen besarabio), y su madre, la princesa Pulcheria Sturdza, una noble de origen moldavo. Natalija, que era la primogénita, tenía dos hermanas: Maria (María) y Ecaterina (Catalina), ambas casadas con príncipes de la dinastía Ghica, y un hermano Ioniţă (Juan), que fue el cuarto y último hijo de sus padres.
El 17 de octubre de 1875 se casó con el príncipe Milan I de Serbia, su primo segundo. La pareja tuvo dos hijos: Alejandro (cuyo padrino fue el zar Alejandro II de Rusia) y Sergio, que murió con pocos días de vida, en 1878.
Cuando en 1882 su marido se proclamó rey de Serbia, Natalija asumió el título de reina consorte.

## Problemas matrimoniales y divorcio
Los reyes de Serbia sufrieron numerosas crisis matrimoniales. En 1887 la situación familiar se había vuelto insostenible, dados los numerosos romances del rey con otras mujeres. Además, el favoritismo austríaco del rey enfurecía a la pro-eslava reina Natalija (que al igual que sus hermanos, Maria, Ecaterina e Ioniţă, recibió una educación extensa y refinada en San Petersburgo).
En mayo de 1887, la reina se escapó con su hijo Alejandro, de 11 años de edad, en la península de Crimea, entonces en el Imperio ruso. En julio de ese año, Natalija y Alejandro regresaron a Belgrado, la capital de Serbia, y en octubre se reencontró con su marido en Budapest, teóricamente para llevar a cabo una reconciliación. Con el permiso real, la reina y su hijo se fueron de viaje a Italia, pero cuando se encontraban en la ciudad alemana de Wiesbaden estaba claro que no tenían ninguna intención de regresar a Belgrado. El rey Milan optó pues por divorciarse.
Aunque el Obispo metropolitano le otorgó finalmente el divorcio eclesiástico a Milan, Natalija rechazó el veredicto, y siguió considerándose la reina de Serbia.

## Conflictos con la regencia
En 1889 el rey Milán abdicó del trono y partió para el exilio. El único hijo de la pareja, Alejandro, se convirtió en rey de Serbia, pero dado que todavía era menor de edad, fue necesario instaurar una regencia que gobernase en su nombre hasta que cumpliese la mayoría. La educación del joven rey fue supervisada y planeada por su padre, que ordenó a los regentes que no permitiesen que Natalija viviese en Serbia durante la minoría de edad de Alejandro.
Natalija no acató estas medidas, y anunció que regresaría a Belgrado en agosto, y fue fervorosamente recibida por la población. En julio de 1890 el divorcio real fue legalmente confirmado.
Tras intervenir varias veces en asuntos de Estado, el rey Milan fue invitado a abandonar el país hasta que su hijo alcanzase la mayoría de edad. La reina se negó a actuar de la misma forma, y fue expulsada por la fuerza.
En el exilio, Natalija y su exmarido se reconciliaron en 1893, y la Iglesia Ortodoxa Serbia declaró el divorcio nulo, y de esta manera volvían a estar oficialmente casados.

## Fin de la dinastía Obrenović
En abril de 1893 el rey Alejandro se proclamó mayor de edad y asumió el poder real. El rey Milan volvió a Belgrado y asumió un puesto en el ejército, mientras que su mujer Natalija regresó a la capital un año después.
En el año 1900 Alejandro se comprometió en matrimonio con Draga Mašin, una dama de compañía de la reina Natalija varios años mayor que el rey. Tanto Milan como Natalija rechazaron a su futura nuera por ser inapropiada, y consecuentemente fueron exiliados una vez más, esta vez por su propio hijo. Milan murió en Viena en 1901. Alejandro contrajo matrimonio con Draga Mašin ese mismo año, lo cual le granjeó muchos enemigos.
En 1903 Alejandro y Draga fueron asesinados, y la reina Natalija, ya en el exilio, quedaba como única heredera del legado de los Obrenović. Donó sus posesiones a la Universidad de Belgrado y a varias iglesias de la zona. Aquel mismo año se convirtió al catolicismo y se hizo monja.
Permaneció el resto de su vida en Saint-Denis, Francia, donde murió en 1941. Fue enterrada en el Cementerio de Lardy.
Sus memorias no fueron publicadas hasta el año 1999 en Belgrado.

## Títulos y tratamientos
Esta tabla aún no está actualizada. Puedes contribuir aportando información sobre títulos y tratamientos de esta persona.

## Distinciones honoríficas
Extranjeras
- Dama Gran Cruz de la Real Orden de Kapiʻolani (Reino de Hawái, 28/06/1883).[8]

## Ancestros
|  |                                                      |  |  |  |  |  |  |  |  |  |  |  |  |  |  |  |
|  | 16. Petre Keşco                                      |  |  |  |  |  |  |  |  |  |  |  |  |  |  |  |
|  |                                                      |  |  |  |  |  |  |  |  |  |  |  |  |  |  |  |
|  |                                                      |  |  |  |  |  |  |  |  |  |  |  |  |  |  |  |
|  | 8. Ioniţă Keşco                                      |  |  |  |  |  |  |  |  |  |  |  |  |  |  |  |
|  |                                                      |  |  |  |  |  |  |  |  |  |  |  |  |  |  |  |
|  |                                                      |  |  |  |  |  |  |  |  |  |  |  |  |  |  |  |
|  | 17. Balaşa Vârnav                                    |  |  |  |  |  |  |  |  |  |  |  |  |  |  |  |
|  |                                                      |  |  |  |  |  |  |  |  |  |  |  |  |  |  |  |
|  |                                                      |  |  |  |  |  |  |  |  |  |  |  |  |  |  |  |
|  | 4. Ioniţă Keşco, mariscal de la nobleza besarabia    |  |  |  |  |  |  |  |  |  |  |  |  |  |  |  |
|  |                                                      |  |  |  |  |  |  |  |  |  |  |  |  |  |  |  |
|  |                                                      |  |  |  |  |  |  |  |  |  |  |  |  |  |  |  |
|  | 18. Manolache Costache, gobernador de Moldavia       |  |  |  |  |  |  |  |  |  |  |  |  |  |  |  |
|  |                                                      |  |  |  |  |  |  |  |  |  |  |  |  |  |  |  |
|  |                                                      |  |  |  |  |  |  |  |  |  |  |  |  |  |  |  |
|  | 9. Tarsiţa Costache                                  |  |  |  |  |  |  |  |  |  |  |  |  |  |  |  |
|  |                                                      |  |  |  |  |  |  |  |  |  |  |  |  |  |  |  |
|  |                                                      |  |  |  |  |  |  |  |  |  |  |  |  |  |  |  |
|  | 19. Maria Pallady                                    |  |  |  |  |  |  |  |  |  |  |  |  |  |  |  |
|  |                                                      |  |  |  |  |  |  |  |  |  |  |  |  |  |  |  |
|  |                                                      |  |  |  |  |  |  |  |  |  |  |  |  |  |  |  |
|  | 2. Coronel Piotrj Ivanovich Keşco                    |  |  |  |  |  |  |  |  |  |  |  |  |  |  |  |
|  |                                                      |  |  |  |  |  |  |  |  |  |  |  |  |  |  |  |
|  |                                                      |  |  |  |  |  |  |  |  |  |  |  |  |  |  |  |
|  | 20. Boyardo Costache Balş                            |  |  |  |  |  |  |  |  |  |  |  |  |  |  |  |
|  |                                                      |  |  |  |  |  |  |  |  |  |  |  |  |  |  |  |
|  |                                                      |  |  |  |  |  |  |  |  |  |  |  |  |  |  |  |
|  | 10. Boyardo Gheorghe Balş, gran tesorero de Moldavia |  |  |  |  |  |  |  |  |  |  |  |  |  |  |  |
|  |                                                      |  |  |  |  |  |  |  |  |  |  |  |  |  |  |  |
|  |                                                      |  |  |  |  |  |  |  |  |  |  |  |  |  |  |  |
|  | 21. Aniţa Caţargi                                    |  |  |  |  |  |  |  |  |  |  |  |  |  |  |  |
|  |                                                      |  |  |  |  |  |  |  |  |  |  |  |  |  |  |  |
|  |                                                      |  |  |  |  |  |  |  |  |  |  |  |  |  |  |  |
|  | 5. Natalija Balş                                     |  |  |  |  |  |  |  |  |  |  |  |  |  |  |  |
|  |                                                      |  |  |  |  |  |  |  |  |  |  |  |  |  |  |  |
|  |                                                      |  |  |  |  |  |  |  |  |  |  |  |  |  |  |  |
|  | 22. Príncipe Grigore Sturdza                         |  |  |  |  |  |  |  |  |  |  |  |  |  |  |  |
|  |                                                      |  |  |  |  |  |  |  |  |  |  |  |  |  |  |  |
|  |                                                      |  |  |  |  |  |  |  |  |  |  |  |  |  |  |  |
|  | 11. Princesa Ruxandra Sturdza                        |  |  |  |  |  |  |  |  |  |  |  |  |  |  |  |
|  |                                                      |  |  |  |  |  |  |  |  |  |  |  |  |  |  |  |
|  |                                                      |  |  |  |  |  |  |  |  |  |  |  |  |  |  |  |
|  | 23. Princesa Mărioara Callimachi                     |  |  |  |  |  |  |  |  |  |  |  |  |  |  |  |
|  |                                                      |  |  |  |  |  |  |  |  |  |  |  |  |  |  |  |
|  |                                                      |  |  |  |  |  |  |  |  |  |  |  |  |  |  |  |
|  | 1. Natalija Obrenović, Reina consorte de Serbia      |  |  |  |  |  |  |  |  |  |  |  |  |  |  |  |
|  |                                                      |  |  |  |  |  |  |  |  |  |  |  |  |  |  |  |
|  |                                                      |  |  |  |  |  |  |  |  |  |  |  |  |  |  |  |
|  | 24. Príncipe Alexandru Sturdza                       |  |  |  |  |  |  |  |  |  |  |  |  |  |  |  |
|  |                                                      |  |  |  |  |  |  |  |  |  |  |  |  |  |  |  |
|  |                                                      |  |  |  |  |  |  |  |  |  |  |  |  |  |  |  |
|  | 12. Príncipe Ioniţă Sturdza Vodă                     |  |  |  |  |  |  |  |  |  |  |  |  |  |  |  |
|  |                                                      |  |  |  |  |  |  |  |  |  |  |  |  |  |  |  |
|  |                                                      |  |  |  |  |  |  |  |  |  |  |  |  |  |  |  |
|  | 25. Maria Bogdan                                     |  |  |  |  |  |  |  |  |  |  |  |  |  |  |  |
|  |                                                      |  |  |  |  |  |  |  |  |  |  |  |  |  |  |  |
|  |                                                      |  |  |  |  |  |  |  |  |  |  |  |  |  |  |  |
|  | 6. Príncipe Nicolae Sturdza                          |  |  |  |  |  |  |  |  |  |  |  |  |  |  |  |
|  |                                                      |  |  |  |  |  |  |  |  |  |  |  |  |  |  |  |
|  |                                                      |  |  |  |  |  |  |  |  |  |  |  |  |  |  |  |
|  | 26. Príncipe Nicolae Rosetti-Roznovanu               |  |  |  |  |  |  |  |  |  |  |  |  |  |  |  |
|  |                                                      |  |  |  |  |  |  |  |  |  |  |  |  |  |  |  |
|  |                                                      |  |  |  |  |  |  |  |  |  |  |  |  |  |  |  |
|  | 13. Princesa Ecaterina Rosetti-Roznovanu             |  |  |  |  |  |  |  |  |  |  |  |  |  |  |  |
|  |                                                      |  |  |  |  |  |  |  |  |  |  |  |  |  |  |  |
|  |                                                      |  |  |  |  |  |  |  |  |  |  |  |  |  |  |  |
|  | 27. Smaranda Hrisoscoleo                             |  |  |  |  |  |  |  |  |  |  |  |  |  |  |  |
|  |                                                      |  |  |  |  |  |  |  |  |  |  |  |  |  |  |  |
|  |                                                      |  |  |  |  |  |  |  |  |  |  |  |  |  |  |  |
|  | 3. Princesa Pulcheria Sturdza                        |  |  |  |  |  |  |  |  |  |  |  |  |  |  |  |
|  |                                                      |  |  |  |  |  |  |  |  |  |  |  |  |  |  |  |
|  |                                                      |  |  |  |  |  |  |  |  |  |  |  |  |  |  |  |
|  | 28. Príncipe Costache Ghica-Comănesţi                |  |  |  |  |  |  |  |  |  |  |  |  |  |  |  |
|  |                                                      |  |  |  |  |  |  |  |  |  |  |  |  |  |  |  |
|  |                                                      |  |  |  |  |  |  |  |  |  |  |  |  |  |  |  |
|  | 14. Príncipe Dimitrie Ghica-Comănesţi                |  |  |  |  |  |  |  |  |  |  |  |  |  |  |  |
|  |                                                      |  |  |  |  |  |  |  |  |  |  |  |  |  |  |  |
|  |                                                      |  |  |  |  |  |  |  |  |  |  |  |  |  |  |  |
|  | 29. Maria Cantacuzino-Deleanu                        |  |  |  |  |  |  |  |  |  |  |  |  |  |  |  |
|  |                                                      |  |  |  |  |  |  |  |  |  |  |  |  |  |  |  |
|  |                                                      |  |  |  |  |  |  |  |  |  |  |  |  |  |  |  |
|  | 7. Princesa Maria Ghica-Comănesţi                    |  |  |  |  |  |  |  |  |  |  |  |  |  |  |  |
|  |                                                      |  |  |  |  |  |  |  |  |  |  |  |  |  |  |  |
|  |                                                      |  |  |  |  |  |  |  |  |  |  |  |  |  |  |  |
|  | 30. Răducanu Rosetti                                 |  |  |  |  |  |  |  |  |  |  |  |  |  |  |  |
|  |                                                      |  |  |  |  |  |  |  |  |  |  |  |  |  |  |  |
|  |                                                      |  |  |  |  |  |  |  |  |  |  |  |  |  |  |  |
|  | 15. Zoe Rosetti-Răducanu                             |  |  |  |  |  |  |  |  |  |  |  |  |  |  |  |
|  |                                                      |  |  |  |  |  |  |  |  |  |  |  |  |  |  |  |
|  |                                                      |  |  |  |  |  |  |  |  |  |  |  |  |  |  |  |
|  | 31. Ileana Balş                                      |  |  |  |  |  |  |  |  |  |  |  |  |  |  |  |
|  |                                                      |  |  |  |  |  |  |  |  |  |  |  |  |  |  |  |
|  |                                                      |  |  |  |  |  |  |  |  |  |  |  |  |  |  |  |